# Roman Frieling

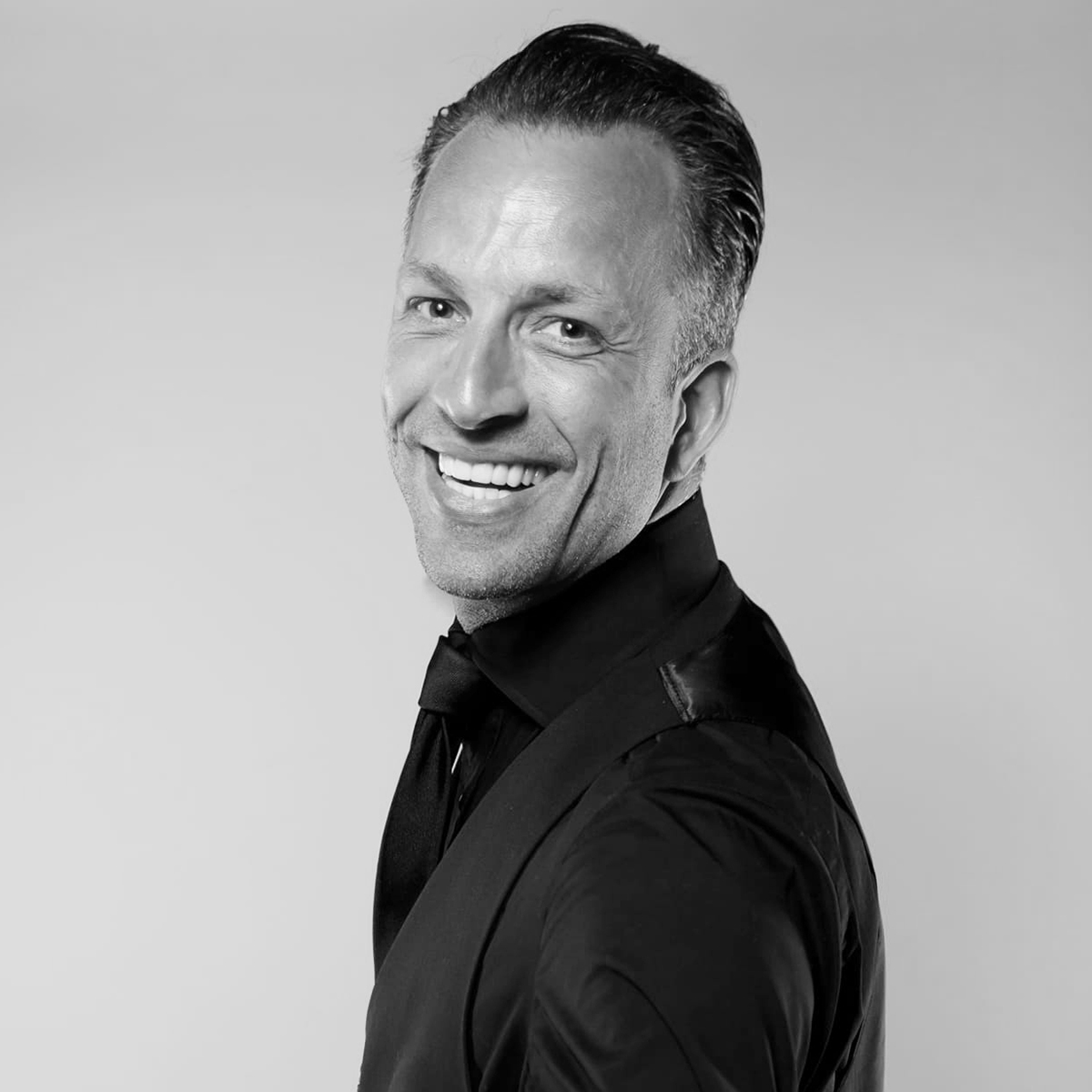
Roman Frieling (2025)

Roman Frieling (* 11. Oktober 1973 in Wuppertal) ist ein deutscher Tänzer, Tanzsporttrainer und Wertungsrichter für Standard und Latein.

## Leben
Mehr als 25 Jahre tanzte und trainierte er ab 1983 beim Wuppertaler Tanzsportverein Grün-Gold-Casino.
Gemeinsam mit Pamela Jung, mit der er seit 2002 verheiratet ist, startete er für den Tanzsportverein Schwarz-Weiß-Club Pforzheim in der Hauptgruppe S-Latein. 2000 wurden Frieling/Jung als jüngstes Profipaar Deutscher Meister der Professionals über zehn Tänze und erreichten den 6. Platz bei der Weltmeisterschaft.
Frieling gründete 2001 seine erste Tanzschule in Erkrath, später leitete er drei Tanzschulen mit rund 15 Mitarbeitern.
In der RTL-Tanzshow Let’s Dance wirkte er in den Jahren 2011 und 2012 als Juror mit.

## Erfolge
- Deutscher Meister der Profis über zehn Tänze in den Jahren 2000 und 2001.[6]

## TV-Auftritte
- 2004: Raab in Gefahr (ProSieben)
- 2006: Tanzbeauftragter für SAT 1
- 2007: Der Tanzmuffel (ZDF)
- 2008: Der Tanzmuffel (ZDF)
- 2011: Let’s Dance/Staffel 4 (RTL)
- 2012: Let’s Dance/Staffel 5 (RTL)
- 2016: Deutschland tanzt (ProSieben)